# Niccolò III Malatesta

Stemma dei Malatesta

Niccolò III Malatesta (1591 – Istria, 1633) è stato un condottiero italiano.

## Biografia
Niccolò III Malatesta, figlio di Pandolfo VI, nacque nel 1591.
Nel 1613 fu inviato ad istruirsi nelle armi sotto la direzione dei duchi di Savoia.
Si mise in evidenza nei moti del Monferrato e nel 1614 fu inviato nel Friuli a combattere la casa d'Austria.
In seguito passò al comando del provveditore veneto in Istria Antonio Barbaro, e all'inizio del 1617 vinse il nemico austriaco nella battaglia di Zemino, in cui rimase ferito.
Nel 1630 fu richiamato a Venezia e, quale condottiero delle genti d'arme della repubblica, inviato in soccorso del duca di Mantova, ma non poté impedire il sacco di Mantova
Servì anche l'impero delle guerre di Germania.
Morì di malattia, in Istria, nel 1633 dolendosi di non essere morto versando il sangue per la Repubblica di Venezia.